# Malene Malling
Malene Malling Petersen (født 24. august 1974) er en dansk forlægger, der står bag forlaget Malling Publications og Cover Magazine. 
Hun er opvokset i England og uddannet cand.mag. i historie fra Københavns Universitet, hvor hun skrev speciale om 'mode som kilde til mentalitetshistorie'. Før Malene Malling startede sit eget forlag, var hun skribent på Politiken og chefredaktør for magasinet Costume. Desuden er hun forfatter til bogen Unik – Danish fashion (2004), som er udgivet i samarbejde med Dansk Design Center.
Covers opstart blev i øvrigt dokumenteret i TV 2-dokumentaren Alt på spil, hvor seerne kunne følge den hektiske proces, hvor Malene Malling satte sine personlige sparemidler på spil for at udgive magasinet – og blev gravid, så hun skulle føde sit første barn samtidig med lanceringen.